# Shigenori Hagimura
Shigenori Hagimura (jap. 萩村 滋則, Hagimura Shigenori; * 31. Juli 1976 in der Präfektur Mie) ist ein ehemaliger japanischer Fußballspieler.

## Nationalmannschaft
Mit der japanischen Nationalmannschaft qualifizierte er sich für die Junioren-Fußballweltmeisterschaft 1995.

## Errungene Titel
- J. League Cup: 1999

| Personendaten    | Personendaten              |
| ---------------- | -------------------------- |
| NAME             | Hagimura, Shigenori        |
| ALTERNATIVNAMEN  | 萩村 滋則 (japanisch)      |
| KURZBESCHREIBUNG | japanischer Fußballspieler |
| GEBURTSDATUM     | 31. Juli 1976              |
| GEBURTSORT       | Präfektur Mie, Japan       |